# Wojciech Smarzowski
Wojciech Smarzowski (sinh ngày 18 tháng 1 năm 1963 tại Korczyna, Podkarpackie) là một nhà biên kịch và đạo diễn điện ảnh người Ba Lan.

## Tiểu sử
Wojciech Smarzowski học làm phim tại Đại học Jagiellonian và Trường Điện ảnh Quốc gia (PWSFTviT) ở Łódź (1990). Những bộ phim giúp ông giành được Giải thưởng Điện ảnh Ba Lan ở nhiều hạng mục đó là Wesele (2004), Dom zły (2009), Róża (2011) và Wołyń (2016).
Năm 2014, Wojciech Smarzowski được Bộ Văn hóa và Di sản Quốc gia (Ba Lan) trao tặng Huy chương bạc Huy chương Công trạng về văn hóa - Gloria Artis vì những cống hiến nổi bật trong lĩnh vực sáng tạo nghệ thuật và hoạt động văn hóa.
Wojciech Smarzowski từng tuyên bố trước truyền thông rằng mình là một người theo chủ nghĩa vô thần.

## Thành tích nghệ thuât

### Phim điện ảnh

#### Đạo diễn và biên kịch
- Sezon na leszcza (2000) - biên kịch
- Wesele (2004)
- Dom zły (2009)
- Róża (2011) - đạo diễn
- Drogówka (2013)
- Pod Mocnym Aniołem (2014)
- Wołyń (2016)
- Kler (2018)

### Phim truyền hình

#### Đạo diễn
- Małżowina (1998)
- Kuracja (2001)
- Na Wspólnej (2003-2008) (125 tập)
- Klucz (2004)
- Cztery kawałki tortu (2006)
- BrzydUla (2008-2009) (25 tập)
- The Londoners (8 tập)
- Bez tajemnic (2013) (7 tập)